# Antonio Ortiz (músico)
Antonio Ortiz (fl. 1546-1552) fue un compositor y maestro de capilla español del siglo XV.

## Vida
Se conoce extremadamente poco de este maestro de capilla. En la documentación existente en Badajoz se le menciona como «vallisoletano», lo que indica un posible origen en Valladolid.
Las primeras noticias que se tienen de él son de su llegada al magisterio de la Catedral de Cuenca en julio de 1544, donde se le contrató siendo clérigo con un salario de 25 000 maravedís. Unos meses antes el maestro Amador Nogueras había renunciado al cargo de forma fulminante, posiblemente a cause de disputas sobre el salario, y el cabildo contactó al cantor Diego Vidal, que se encontraba en Lérida, para cubrir la vacante. Vidal no aceptó, debido al escaso salario, y poco después se aceptaba a Ortiz en la Catedral:

Comisión para recibir un maestro de capilla
Este dicho dia los dichos señores dean y cabildo cometieron y encomendaron a los señores Pedro del Pozo obrero y a Juan de Erbias canónigos que juntamente con el señor provisor puedan recibir por maestro de capilla para la dicha iglesia a Antonio Ortiz clerigo con salario de veinte y cinco mil maravedies pagados de la obra y fábrica de la dicha iglesia en cada un año como se daban a Nogueras maestro de capilla que fue de la dicha iglesia contradixolo el señor Rodrigo de Anaya.
Actas capitulares de la Catedral de Cuenca f.42, 9 de julio de 1544

En 1546 al parecer había sido despedido del magisterio, información proviene de una solicitud del organista Andrés López del 25 de enero de 1546, que tras la partida de Ortiz solicitaba el cargo de maestro de capilla.

Como despidieron al maestro de capilla y comision para otro
Este dicho dia los dichos señores dean y cabildo dixeron que visto como Antonio Ortiz maestro de capilla de la dicha Iglesia hacia muchas faltas en su oficio y no enseñava los mozos de coro como estaba obligado ni casi cumplía cosa de lo que estaba obligado y tocaba a su oficio por tanto que le despedian e despidieron del dicho oficio e cometieron a los dichos señores obispo de veste e thesorero e don Francisco de Mendoza canónigos que presentes estaban que hablen cerca dello al señor provisor para que lo tenía por bien y aprueve y para que juntamente con el reciban otro maestro de capilla con el salario y condiciones que les pareciere y puedan remitir al dicho Antonio Ortiz alguna parte del salario que deste año dice que tiene rescebido.
Actas capitulares de la Catedral de Cuenca f.11, 27 de enero de 1546

En 1551 aparece como maestro de capilla de la Colegiata de Valladolid. Al parecer permanecería en el cargo del 17 de agosto de 1551 al 7 de abril de 1752.
Las siguientes noticias que se tienen de él son de 1551, cuando obtuvo el magisterio de la Catedral de Badajoz. El maestro flamenco Bruxell había permanecido en el cargo entre 1550 y 1551, apenas un año. Le sucedería Juan de Cepa, que ni siquiera llegaría a tomar posesión del cargo. Finalmente el cabildo pacense entregó el cargo a Antonio Ortiz a finales de 1551. Pero Ortiz también permaneció en el cargo apenas un año: desde el 26 de diciembre de 1551 al 9 de diciembre de 1552, cuando se despidió «para ir a su tierra». Percibió por sus servicios 100 ducados de salario anual, más otros 50 en «ayuda para el camino».
A partir de ese momento se pierde el rastro del maestro.

## Obra
No se conservan composiciones del maestro Ortiz.